# Budynek Zespołu Szkół nr 2 w Konstancinie-Jeziornie
Budynek Zespołu Szkół nr 2 – położony jest przy ul. Stefana Żeromskiego w Konstancinie-Jeziornie, ukończony został w 1958. W latach 2005–06 nastąpiła jego rozbudowa i modernizacja zgodnie z koncepcją pracowni Bulanda Mucha Architekci.

## Historia
Historia szkoły sięga końca XIX wieku. Budynek szkolny powstał w latach 1956-58 według projektu inż. arch. Jana Wolińskiego. Nauka w nowym obiekcie rozpoczęła się 20 lutego 1958. W latach 60. zbudowane zostało boisko szkolne, natomiast w latach 70. plac do siatkówki, bieżnia i skocznia.
W 2004 rozstrzygnięto konkurs architektoniczny na modernizację i rozbudowę budynku ZS nr 2. Wybrano projekt warszawskiej pracowni Bulanda Mucha Architekci. Projektanci zaprojektowali budynek współczesny, opisywany jako zharmonizowany z otoczeniem i krajobrazem, z zastosowaniem nowatorskich rozwiązań technicznych, uwzględniających uwarunkowania konserwatorskie, wpisując projekt w zadrzewioną działkę oraz zabytkowe wille Konstancina. W rozwiązaniach elewacji wykorzystano walory naturalnych materiałów. Do istniejącego budynku szkoły dobudowano część dydaktyczną wraz z dużą wielofunkcyjną salą sportową, która może być wykorzystywana do organizowania imprez kulturalnych i wystawienniczych. Zagospodarowano przyległy teren działki-parku, sytuując w nim boiska i bieżnie.

## Autorzy projektu rozbudowy i modernizacji
- Autor: Bulanda Mucha Architekci - Andrzej Bulanda, Włodzimierz Mucha, Jacek Chyrosz
- Współpraca: Jarek Ptaszyński, Ilona Bitel, Sebastian Tabędzki, Aleksandra Wrzosek

## Nagrody i wyróżnienia
- Nagroda I stopnia Ministra Infrastruktury 2008 w dziedzinie Architektury i Budownictwa[3]
- "Polski Cement w Architekturze" XI edycja - III nagroda[4]
- finalista konkursu "Życie w Architekturze" w 2012 organizowanego przez czasopismo Architektura-Murator[3]